# 5-Metoksitriptamin
5-Metoksitriptamin (5-MT, meksamin) je derivat triptamina. On je blisko srodan neurotransmiterima serotoninu i melatoninu. Za 5-MT je pokazano da se prirodno javlja u telu u niskim nivoima. On je proizvod dekarboksilacije melatonina u epifizi.
5-MT deluje kao pun agonist , i  receptora. On nema afinitet za  receptor. Njegov afinitet za  receptor je veoma slab u poređenju sa drugim  receptorima.